# Schildkäfer

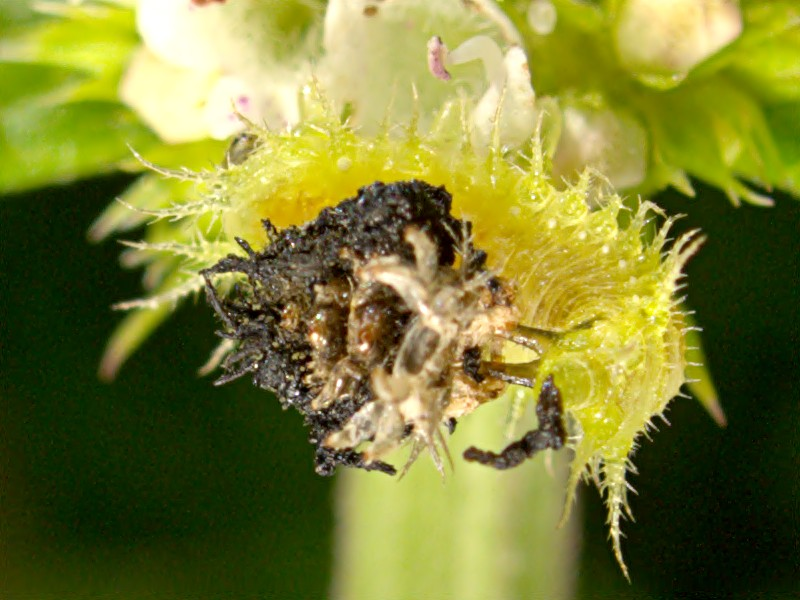
Schildkäferlarve (Cassida viridis) kurz nach einer Häutung. Die Gabel steckt noch teilweise in der alten Hülle.

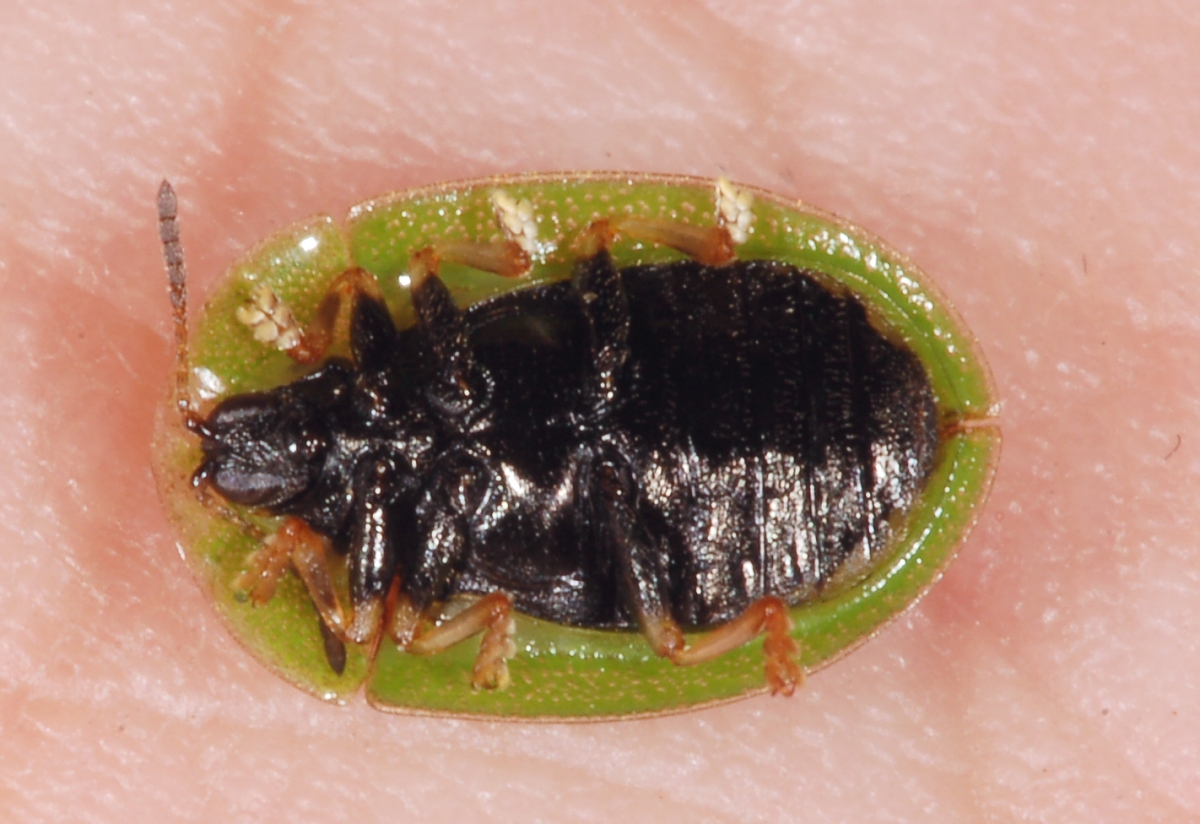
Unterseite eines Schildkäfers

Die Schildkäfer (Cassidinae) sind eine Unterfamilie der Blattkäfer (Chrysomelidae). Sie kommen in Mitteleuropa mit 3 Gattungen und 30 Arten vor.

## Merkmale
Die Käfer werden in Mitteleuropa 6 bis 10 Millimeter lang. Sie haben einen für Blattkäfer sehr untypischen Körperbau. Sie sind stark abgeflacht und leicht oval. Der Halsschild, unter dem der Kopf versteckt ist, und die Flügeldecken sind verbreitert. Die Tarsenglieder der Füße zeigen besonders große Haftpolster, mit denen sie sich am Untergrund festsaugen können. Damit schützen sie sich vor Feinden, insbesondere Ameisen, die die flach gebauten und am Grund fest ansitzenden Käfer nicht angreifen können. Einige Bestimmungsmerkmale sind auf der Körperunterseite zu finden.

## Lebensweise
Sowohl die Käfer als auch die Larven sind Pflanzenfresser (phytophag). Sie ernähren sich von den Blättern ihrer Wirtspflanze. In Mitteleuropa heimische Arten sind vor allem auf Disteln zu finden. Durch ihren eigenen Kot, den sie durch eine spezielle Gabel am Hinterleib über sich häufen können, und zahlreiche borstenartige Strukturen sind die Larven sehr gut getarnt. Diese Gabel ist ein typisches Merkmal.

## Systematik
Zur Unterfamilie der Schildkäfer wird seit kurzem auch die Tribus Hispini (ehemals Unterfamilie Hispinae) gezählt.
Die Unterfamilie der Schildkäfer ist in Europa mit 60 Arten und Unterarten in fünf Gattungen vertreten.

### Arten in Europa
Tribus Cassidini
- Cassida algirica
- Cassida alpina
- Cassida angustifrons
- Cassida atrata
- Cassida aurora
- Cassida azurea
- Cassida bella
- Cassida bergeali
- Cassida berolinensis
- Cassida brevis
- Cassida canaliculata
- Cassida circassica
- Cassida corallina
- Cassida deflorata
- Cassida denticollis
- Cassida elongata
- Cassida fausti
- Cassida flaveola
- Cassida hablitziae
- Cassida hemisphaerica
- Cassida hexastigma
- Cassida humeralis
- Cassida hyalina
- Cassida inopinata
- Cassida inquinata
- Cassida leucanthemi
- Cassida lineola
- Cassida major
- Cassida margaritacea
- Cassida murraea
- Nebelschildkäfer (Cassida nebulosa)
- Goldstreifiger Schildkäfer (Cassida nobilis)
- Cassida olympica
- Cassida ovalis
- Cassida pannonica
- Cassida panzeri
- Cassida parvula
- Cassida prasina
- Cassida pusilla
- Cassida pyrenaea
- Cassida rubiginosa
- Cassida rufovirens
- Cassida sanguinolenta
- Cassida sanguinosa
- Cassida sareptana
- Cassida seladonia
- Cassida seraphina
- Cassida stigmatica
- Cassida subreticulata
- Rostiger Schildkäfer (Cassida vibex)
- Grüner Schildkäfer (Cassida viridis)
- Glanzstreifiger Schildkäfer (Cassida vittata)
- Hypocassida cornea
- Hypocassida grossepunctata
- Hypocassida meridionalis
- Hypocassida subferruginea
- Ischyronota desertorum
- Ischyronota spaethi
- Oxylepus deflexicollis
- Pilemostoma fastuosum

Tribus Hispini
- Brauner Stachelkäfer (Dicladispa testacea)
- Schwarzer Stachelkäfer (Hispa atra)
- Leptispa filiformis
- Polyconia caroli